# Alocandrena porteri
Alocandrena porteri – gatunek błonkówki z nadrodziny pszczół i rodziny pszczolinkowatych. Endemit Peru.
Jest to jedyny gatunek z monotypowego rodzaju Alocandrena. Oba taksony opisane zostały w 1986 roku przez Charlesa Duncana Michenera. W 2000 roku autor ten umieścił je w monotypowej podrodzinie Alocandreninae, natomiast część innych autorów klasyfikuje Alocandrena w obrębie podrodziny pszczolinek.
Błonkówka ta ma około 11 mm długości ciała, co stanowi średnie jak na pszczołę rozmiary. Zagłębienia twarzowe mają u obu płci postać głębokich kieszonek, porośniętych krótkimi włoskami. Na spodzie głowy występują zarówno bródka jak i lorum. Jej skrzydła cechuje obecność pterostygmy oraz komórka marginalna tak szeroka jak najszersza z submarginalnych i o ściętym wierzchołku. Odwłok ma na wierzchołkowych brzegach tergitów przepaski z włosków. Odnóża tylnej pary u samic mają szczoteczki z długich włosków na wewnętrznych powierzchniach goleni, a pozbawione są szczoteczek na krętarzach. Samicę cechuje również znacznie zredukowany aparat żądlący: żądło ma postać poprzecznej beleczki z niewielkim, spiczastym wyrostkiem w części środkowo-wierzchołkowej, a pierwsza walwula występuje w formie błoniastej wstążki. Samiec odznacza się głęboko dwupłatowo wciętym siódmym sternitem odwłoka o małym dysku oraz narządami kopulacyjnymi o dużych i wyraźnych gonobazach.
Owad neotropikalny, zamieszkujący wyłącznie zachodnie stoki peruwiańskich Andów.